# Кензабуро Ое
Кензабуро Ое (јап. 大江健三郎; 大江 健三郎, 31. јануар 1935 — Токио, 3. март 2023) био је јапански књижевник, добитник Нобелове награде за књижевност 1994. године.
Студирао је француску књижевност на Универзитету у Токију. Дипломирао је 1959. са радом о Жан-Пол Сартру. Почео је да пише 1957. још као студент. Био је активан у мировним и еколошким покретима.
Кензабуро Ое је великан савремене јапанске књижевности. Његова дела се баве политичким, друштвеним и филозофским темама, попут нуклеарног оружја, неуклапања у друштво и егзистенцијализма. У роману „Једноставан живот“ (静かな生活 - Шизукана сејкацу) из 1990. бави се темом хендикепиране деце у породици.

## Детињство
Кензабуро Ōе рођен је као једно од седморо деце, у забаченом селу Осе, у провинцији Ехиме на острву Шикоку. Идиличан крајолик сеоцета и шума које су га окруживале, честа су инспирација у каснијим Оеовим делима. Према сеоској традицији дугој стотинама година, нитко из породице Ое није никада напуштао село, чак ни у доба модернизације када је постало уобичајено да млади људи напуштају провинције и одлазе у Токио или друге веће градове. Сеоске жене, веште приповедатељице, причале су маломе Кензабуру легенде о природи, постанку, нарави и сврси света, приче које су на Кензабура оставиле неизбрисив траг.
Када је Ое имао шест година, букнуо је Други светски рат и милитаристичко се образовање проширило по свим деловима земље, те су тако и до Оеа стигле приповетке о националним митовима и историји, приповетке које су се увелико сукобљавале с традиционалнима. Године 1944. Оеов отац је погинуо у рату, а исте године је преминула и његова бака, која је до тада критички, шаљиво и пркосно здушно бранила традиционалну културу. Како улогу просветитељице сада преузима мајка, књиге које тада Ое добија од ње - посебно пустоловине Хаклебери Фина и Нилса Холгерсона - остављају на њега дубоки утисак.
Oe se sећа свог учитеља у основној школи који је тврдио да је цар Хирохито био живи бог и сваког јутра је питао децу: „Шта бисте учинили да вам је цар заповедио да умрете?” Увек је одговарао, „Умро бих, господине. Пресекао бих стомак и умро.” Ноћу код куће у кревету признао би неспремност да умре и осећао се постиђено. Након рата схватио је да су га учили лажима и осећао се изданим. Овај осећај издаје појавио се касније у његовом писању.

## Школовање
Пораз Јапана 1945. године донео је велике промене, чак и у планинско село Осе. У школама се почиње учити о демократским принципима који замењују претходни апсолутизам. Млади Ое толико горљиво прихвата демократију да у осамнаестој години одлучује да напусти село и оде у Токио, како би већ следеће године уписао студије француске књижевности на Токијском универзитету. Под водством професора Казуа Ватанабеа, стручњака за Франсоу Раблеа, Ое уз Рабелеов гротескни реализам и терминологију Михаила Бахтина темељито преиспитује митове и историју властитог села. Ватанабеова размишљања о хуманизму, проистекла из проучавања француске ренесансе, допринела су обликовању Оеовог гледишта о друштву и људима.
Као страствени читалац савремене француске и америчке књижевности, Ое је разматрао друштвено стање метрополе у односу на дела која је читао. Исто тако, настојао је да преиспита и пресложи, уз помоћ савремених спознаја, те уз Рабелова становишта и хуманизам, властита размишљања о легендама које су причале сеоске жене, причама које чине његову историју.
Ое је почео да пише врло рано: још као студент, за нешто више од годину дана написао је десетак дела, у којима се још прилично осећао утицај Сартра и савремених француских књижевника. С темом о Ж. П. Сартру је и дипломирао. У ранијим радовима Ое се бавио истраживањем свога детињства и утицајем Другог светског рата, те су тако дела изражавала деградацију и дезоријентацију узроковану јапанском предајом, користећи сексуалне метафоре за окупацију Јапана. Секс и насиље, сексуалне фарсе, филозофска размишљања и политичка алегорија обележја су његових раних дела. Експериментисао је књижевним језиком и покушавао да створи нови начин изражавања како би ухватио социолошке и психолошке промене које су се догађале у његовој провинцији. Такође се морао борити с властитим хендикепом, комплексом подређености срамежљивог младића из провинције који је замуцкивао и говорио изражајним Шикоку наречјем.

## Зрело доба
Велики преврат у Оевом животу, као и писању, догодио се рођењем првога сина, Хикарија. Хикари је рођен с деформацијом лобање што је узроковало тешку менталну хендикепираност. Премда су лекари саветовали како би најбоље било да дете оставе да премине, недовољно га хранећи, Ое је одбио да послуша тај савет. Борећи се с трауматичним искуствима, Ое проживљава и преживљава ту кризу пишући роман Лично искуство (1964), у коме описује психичке трауме и унутрашњу борбу оца који треба да прихвати своје ментално оболело дете. Тај мотив менталне ретардације као симбола чистоће и лудила, те однос између нехендикепираних и хендикепираних људи, биће касније чест у Оеовим делима. Учествовање на 9. светској антинуклеарној конференцији у Хирошими такође је оставило утисак на Оеа, те се он почевши са Записима из Хирошиме (1965), често бави визијама нуклеарне апокалипсе.
Након тога, Ое је продубио своје занимање за острва Окинава, територију на којој се водила посљедња битка Другог светског рата и на којима је дуго након победе трајала америчка војна окупација. Оеово занимање за Окинаву било је политички оријентисано поредећи оно што је Окинава постала - војна база - и оно што је Окинава традиционално значила пре, као независна земља с властитом културом. Потоње је Оеу отворило и проширило интерес за културу Јужне Кореје, омогућујући му да додатно цени важност јапанских периферијских култура, које се разликују од централистичке токијске културе, што му је пак дало реалистичну подлогу за студију Бахтинове теорије о људској култури, студију коју је преточио у један од најпознатијих романа, The Silent Cry (1967), дело које испреплиће митове и историју шумских сеоцета са савременим добом.

## Карактеристике Оеовог опуса
Након романа The Silent Cry, могуће је одредити две значајне и конзистентне струје у Оеовим књижевним делима, струје које се повремено сливају у једну, струје које чине језгро целога опуса: 
- дела која осликавају његов саживот с ментално хендикепираним сином (након Личног искуства, следе Teach Us to Outgrow our Madness, My Deluged Soul, Rouse Up, O, Young Men of the New Age!), те
- дела чији су ликови установљени у митовима и историји његова родног села, али који се уско испреплићу са животом у данашњим градовима (Кидај пупољке, туци децу, The Silent Cry).

Након завршене трилогије The Flaming Green Tree (Savior' Gets Socked (1993), Vacillating (1994), те On The Great Day (1995. године), сматрајући како је његов дотадашњи рад о постојању, историји и народним легендама досегао пуни круг и да је успео кроз портретисање места и људи да створи модел за савремено друштво, Ое је најавио да намерава да уђе у последњи стадијум учења, стадијум у којему ће се окушати у писању новог облика књижевности. Што се тиче Оеовог хендикепираног сина, показало се како је Хикари посебно музички надарен, те је данас признат као један од најпопуларнијих композитора у Јапану.

## Активизам
Године 1959. и 1960, Ое је учествовао у протестима Анпоа против америчко-јапанског споразума о безбедности као члан групе младих писаца, уметника и композитора под називом „Друштво младог Јапана“ (Wakai Nihon no Kai).  Споразум је дозволио Сједињеним Државама да одржавају војне базе у Јапану, а Оеово разочарање због неуспеха протеста да зауставе споразум обликовало је његово будуће писање.
Ое је био укључен у пацифистичке и антинуклеарне кампање и писао је књиге о атомском бомбардовању Хирошиме и Нагасакија и Хибакуше. Након што је упознао истакнутог антинуклеарног активисту Ноама Чомског на церемонији доделе диплома на Харварду, Ое је започео преписку са Чомским тако што му је послао копију својих Окинавских белешки. Док је такође расправљао о Оеовим Окинавским белешкама, Чомскијев одговор је укључивао причу из његовог детињства. Чомски је писао да, када је први пут чуо за атомско бомбардовање Хирошиме, није могао да поднесе да се то слави, те је отишао у шуму и седео сам до вечери. Ое је касније рекао у једном интервјуу: „Увек сам поштовао Чомског, али сам га поштовао још више након што ми је то рекао.“

## Лични живот и смрт
Ое се оженио у фебруару 1960. Његова супруга Јукари била је ћерка филмског редитеља Мансакуа Итамија и сестра филмског редитеља Јузо Итамија. Исте године је упознао Мао Цедунга на путовању у Кину. Такође је отишао у Русију и Европу следеће године, посећујући Сартра у Паризу.
Ое је живео у Токију и имао троје деце. Године 1963. рођен је његов најстарији син Хикари са можданом хернијом. Ое се у почетку борио да прихвати стање свог сина, што је захтевало операцију која би га доживотно оставила с тешкоћама у учењу. Хикари је живео са Кензабуром и Јукаријем док није био средњих година, и често је компоновао музику у истој просторији у којој је писао његов отац.
Ое је преминуо 3. марта 2023. у 88. години.

## Дела
- Необичан посао (Kimyo na shigoto, 1957.)
- Раскошни су покојници (Lavish Are The Dead, 1957.)
- Плен (Shiiku/Prize Stock/The Catch, 1958.)
- Кидај пупопљке, туци децу (Memushiri kouchi/Nip the Buds, Shoot the Kids 1958.)
- Наше доба (Warera no jidai, 1958.)
- Заједнички живот (Kyodo seikatsu, 1959.)
- Седамнаестогодишњак (Sevuntīn/Seventeen, 1961.)
- Људи као сексуална бића (Seiteki ningen, 1963.)
- Лично исткуство (Kojinteki na taiken/A Personal Matter, 1964.)
- Акви, чудовиште с неба (збирка приповиједака, Sora no keibutsu Aguii, 1964.)
- Записи из Хирошиме (Hiroshima nōto/Hiroshima Notes, 1965.)
- Фудбал у првој години ере Манен (Man'en gan'nen no futtobōru/The Silent Cry, 1967.)
- Научи нас да прерастемо своје лудило (Teach Us to Outgrow our Madness, 1969.)
- Дан кад ће ми сам обрисати сузе (The Day He Himself Shall Wipe My Tears Away, 1972.)
- Бујица продире у моју душу (Kozui wa waga tamashii ni oyobi, 1973, награда Норма)
- Миморандум о тркачима  (The Pinch Runner Memorandum, 1976.)
- Истовремене Игре (Dojidai gemu/The Game of Contemporaneity/Coeval Games/Contemporary Games, 1979.)
- Понекад срце корњаче (Sometimes the Heart of a Turtle/Karate Kid Novelization, 1980.)
- Жене које ослушкују Кишно дрво (Rein tsurii o kiku onnatachi, 1982.)
- Младићи новог доба  (Rouse Up O Young Men of the New Age!, 1983.)
- Луди ирис и друге приче о атомским последицама (уредник, 1984.)
- М/Т и наратив о шумским чудима (M/T and the Narrative About the Marvels of the Forest, 1986.)
- Јапански двоструки идентитет: Дилема писца (Japan's Dual Identity: A Writer's Dilemma, 1988.)
- Одјек неба (An Echo of Heaven, 1989.)
- Тихи живот (A Quiet Life, 1990.)
- Док се Спаситељ не покисне (Until the Savior Gets Socked/The Flaming Green Tree Trilogy I, 1993.)
- Непостојан (Vashirēshon) (Vacillating/The Flaming Green Tree Trilogy II, 1994.)
- На Велики дан (On the Great Day/The Flaming Green Tree Trilogy III, 1995.)
- Јапан двосмислени и ја: говор поводом доделе Нобелове награде и друга предавања (Japan, the Ambiguous, and Myself: The Nobel Prize Speech and Other Lectures, 1995.)
- Целтељска породица (A Healing Family, 1995.)
- Превртање преко главе (Somersault, 1999.)
- Променљивац (The Changeling, 2001.)
- Дојенче са меланхоличним лицем (The Infant with a Melancholic Face, 2002.)
- Двеста година старо дете (The 200 Year Old Child, 2003.)
- Збогом, моје књиге! (Farewell, My Books!, 2005.)